# Wessex Institute of Technology
O Wessex Institute of Technology (WIT) é uma instituição educacional de nível superior validada pela Universidade de Gales, localizada em Ashurst Lodge em New Forest, no sul da Inglaterra.
Carlos Brebbia estabeleceu o Wessex Institute of Technology em 1986, sucessor do Computational Mechanics Institute, formado em 1981.
Carlos Brebbia é o presidente do instituto, sendo o conselho administrativo composto por:
- Geoffrey Broadbent
- Alex Cheng[5]
- Jerry J Connor
- Patrick de Wilde
- Daniele de Wrachien
- Santiago Hernandez
- Ted Hromadka[6]
- Stefano Mambretti
- George Pinder[7]
- Dragan Poljak
- Matiur Rahman[8][9]
- Eckart Schnack[10]
- Stavros Syngellakis
- Antonio Tadeu